# Сара Пінборо
Сара Пінборо (англ. Sarah Pinborough; 1972, Стоуні Стретфорд) — англійська письменниця у жанрі фентезі, фантастики жахів та  наукової фантастики.

## Біографія
Народилася 1972 року у Стоуні Стретфорд, Бакінгемшир, Англія. Будучи дочкою дипломата, своє раннє дитинство провела у Судані, Сирії, Індії, Росії тощо. Протягом десяти років навчалася у британській школі-інтернаті, що мало значний вплив на майбутню літературну творчість письменниці.
Протягом деякого часу керувала стрип-клубом в Лондоні та й загалом «вчинила багато поганих речей» у двадцятилітньому віці. Перед тим, як стати письменницею, працювала вчителькою у середніх школах Бедфордшира та Бакінгемшира. Входить до Британського товариства фентезі та Асоціації письменників жахів. Не одружена. Нині проживає у місті Мілтон-Кінз, Бакінгемшир, Англія.

## Письменницька діяльність
Дебютувала 2001 року з оповіданням «Експрес доставка» (англ. Express Delivery). У 2004—2009 видавництво «Leisure Books» опублікувало цілу низку романів письменниці у жанрі жахів — «Прихована» (англ. The Hidden), «День розплати» (англ. The Reckoning), «Місце розмноження» (англ. Breeding Ground), «Взята» (англ. The Taken), «Тавер Гілл» (англ. Tower Hill) та «Місце харчування» (англ. Feeding Ground). Також Сара Пінборо стала авторкою книжкової серії «Торчвуд», написаної на основі однойменного телесеріалу, спін-оффі «Доктора Хто».
У 2010—2012 роках світ побачив міжжанрову (жахи-наукова фантастика-кримінальна проза) трилогію «Забуті боги» (англ. Forgotten Gods), куди ввійшли такі романи: «Справа крові» (англ. A Matter of Blood), «Тінь душі» (англ. The Shadow of the Soul) та «Обране сім'я» (англ. The Chosen Seed). Ба більше, 2013 року письменниця видала романи-перекази відомих казок — «Отрута» (англ. Poison; переповідання «Білосніжки»), «Чарівність» (англ. Charm; переоповідання «Попелюшки») та «Краса» (англ. Beauty; переоповідання «Сплячої красуні»).
Під псевдонімом Сара Сільвервуд пише підліткове фентезі, як-от трилогію «Хроніки Ніде» (англ. Nowhere Chronicles), куди увійшли такі книги: «Двогострий меч» (англ. The Double-edged Sword; 2010), «Ворота зрадника» (англ. The Traitor's Gate; 2011) та «Лондонський камінь» (англ. The London Stone; 2012). Також під псевдонімом написала цілу низку оповідань, які ввійшли до різних антологій.
Серед останніх романів письменниці антиутопія «Будинок смерті» (2015; англ. The Death House) та підлітковий трилер «13 хвилин» (2016; англ. 13 Minutes), права на екранізацію якого викупила телекомпанія «Нетфлікс». У січні 2017 року вийшов роман «Поза її очі» (англ. Behind Her Eyes), права на публікацію якого викупили більш ніж двадцять країн. Ба більше, ведуться переговори щодо екранізації книги.

## Визнання
- 2007 — номінація на Британську премію фентезі за роман «Місце розмноження» (англ. Breeding Ground);
- 2008 — номінація на Британську премію фентезі за роман «Взята» (англ. The Taken);
- 2009 — номінація на Британську премію фентезі за оповідання «Наш чоловік у Судані» (англ. Our Man in the Sudan);
- 2009 — лауреатка Британської премії фентезі за оповідання «Ти бачиш?» (англ. Do You See);
- 2010 — номінація на Британську премію фентезі за оповідання «Казка сповідника» (англ. The Confessor's Tale);
- 2010 — лауреатка Британської премії фентезі за повість «Мова смерті» (англ. The Language of Dying);
- 2010 — номінація на премію Ширлі Джексон за повість «Мова смерті» (англ. The Language of Dying);
- 2011 — номінація на премію «Локус» за роман «Справа крові» (англ. A Matter of Blood);
- 2014 — номінація на Британську премію фентезі за роман «Хаос» (англ. Mayhem);
- 2014 — номінація на премію Брема Стокера за роман «Необхідний кінець» (англ. A Necessary End);
- 2014 — лауреатка премії Британської премії фентезі за роман «Краса» (англ. Beauty);
- 2016 — номінація на Британську премію фентезі за роман «Будинок смерті» (англ. The Death House);
- 2017 — номінація на Британську премію фентезі за роман «13 хвилин» (англ. 13 Minutes).